# Loi relative aux drapeau et hymne nationaux du Japon
Lire en ligne

(ja)http://www.japaneselawtranslation.go.jp/law/detail/?id=1386&vm=04&re=02&new=1

La loi relative aux drapeau et hymne nationaux 国旗及び国歌に関する法律 (Kokki Oyobi Kokka ni Kansuru Hōritsu) (abrégée en 国旗国歌法) est une loi qui désigne officiellement l'hymne national (Kimi ga yo) et le drapeau national (Nisshōki dit Hinomaru) du Japon. 
Avant sa ratification le 13 août 1999, il n'y avait pas d'hymne ou drapeau national de jure pour le Japon.
Le drapeau nisshōki (日章旗), habituellement appelé le Hinomaru (日の丸), a représenté informellement le Japon depuis 1870 ; « Kimi ga yo » (君が代) a été utilisé comme hymne du Japon de facto depuis 1880.

## Contexte
Après la défaite du Japon lors de la Seconde Guerre mondiale, certains suggérèrent que l'on passe par la loi le hinomaru et le Kimi ga yo comme symboles officiels du Japon. Néanmoins un projet de loi pour établir le hinomaru et le Kimi ga yo officiellement en 1974 n'a pas réussi à atteindre la majorité lors de son passage devant la Diète, à cause de la proximité de ces symboles avec l'histoire militariste du Japon. 
Il a fallu attendre qu'un principal d'une école de Hiroshima se suicide à cause d'un conflit autour de l'usage du drapeau et de l'hymne dans une cérémonie scolaire pour que l'on propose à nouveau que le hinomaru et le Kimi ga yo deviennent des symboles officiels.

## Élaboration et vote de la loi
Après un vote des deux Chambres de la Diète, la loi est passée le 9 août 1999. Promulguée et en vigueur le 13 août 1999, on la considère comme l'une des lois les plus controversées passées par la Diète dans les années 1990. Le débat autour de la loi a aussi révélé la fracture dans la direction du parti d'opposition (PDJ) qui tranchait avec l'unité du parti de gouvernement de l'époque (PLD) et de ses partenaires coalisés.

## Réactions
L'adoption de la loi a suscité des réactions diverses. 
Bien que quelques Japonais[Qui ?] saluent son adoption, d'autres[Qui ?] ont pensé qu'il s'agissait d'un retour vers la culture et les sentiments nationalistes : après tout, c'était arrivé[Quoi ?] au moment de l'anniversaire du sacre de l'empereur Akihito[Quand ?]. 
Dans les pays que le Japon a occupés[Lesquels ?] pendant la Seconde Guerre mondiale, certains[Qui ?] ont pensé que l'adoption de la loi, au regard des débats autour des lois relatives aux affaires militaires et au sanctuaire Yasukuni, marquaient un glissement du Japon vers son extrême droite. 
Les règlements et ordonnances gouvernementales publiés dans le prolongement de cette loi, en particulier ceux émis par le Conseil Scolaire de Tokyo, ont tous été contestés devant les tribunaux par certains Japonais doutant de leur constitutionnalité.